# (9721) Doty
(9721) Doty est un astéroïde de la ceinture principale.

## Description
(9721) Doty est un astéroïde de la ceinture principale. Il fut découvert le 14 avril 1980 à la station Anderson Mesa par Edward L. G. Bowell. Il présente une orbite caractérisée par un demi-grand axe de 2,27 UA, une excentricité de 0,10 et une inclinaison de 8,3° par rapport à l'écliptique.

## Compléments